# تورنرز
تورنرز (بالألمانية: Turners، أو لاعب الجمباز) هم أعضاء في نوادي جمباز الألمانية الأمريكية. وقد بدأت حركة الجمباز الألمانية عن طريق تورنفاتر Turnvater (أب الجمباز) فريدريش لودفيج يان في أوائل القرن التاسع عشر عندما احتلت ألمانيا من قبل نابليون. لم تكن نقابات الجمباز (بالألمانية: Turnvereine) رياضية فقط، ولكن سياسية أيضا، والتي تعكس أصلها في المنظمات «الجمباز الوطني» المماثلة في أوروبا. وكانت حركة تورنرز في ألمانيا ليبرالية في طبيعتها، العديد من التورنرز شاركوا في الثورة الألمانية عام 1848. بعد هزيمتها، قُمعت الحركة وغادر العديد منهم ألمانيا، وبعضهم هاجر إلى الولايات المتحدة. ذهب العديد منهم وأصبحوا جنودا في الحرب الأهلية الأمريكية، وغالبيتهم كانوا في جيش الاتحاد، وأصبحوا سياسيين اميركيين. وبالإضافة إلى عملهم في التربية البدنية، والتنظيم السياسي والاجتماعي والثقافي للمهاجرين الألمان، وكان التورنرز أيضا نشطين في مجال التعليم العام الاميركي والحركات العمالية. وفي النهاية أصبحت حركة تورنرز الألمانية تشارك في الحملة التي أدت إلى توحيد ألمانيا.

## معرض صور

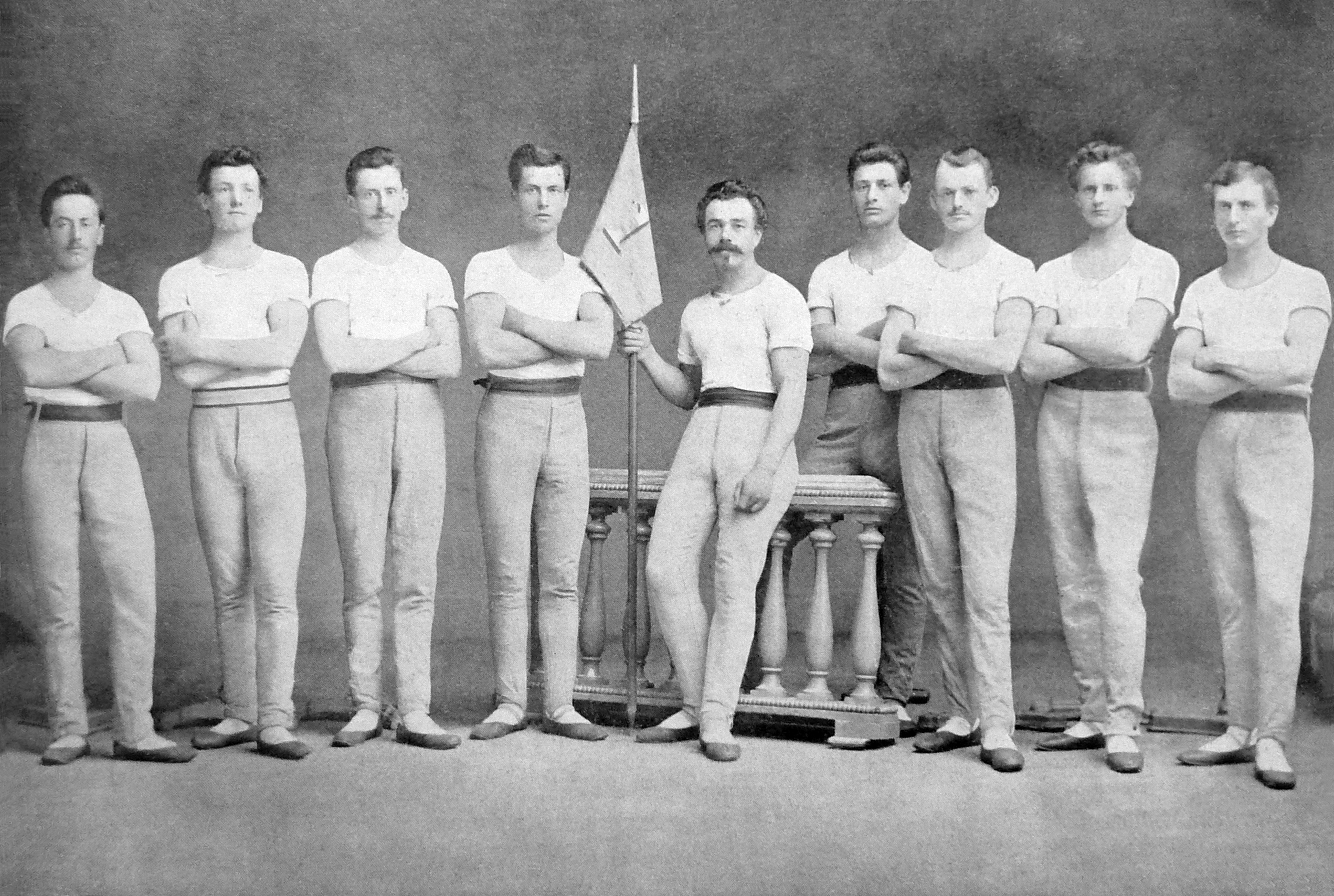
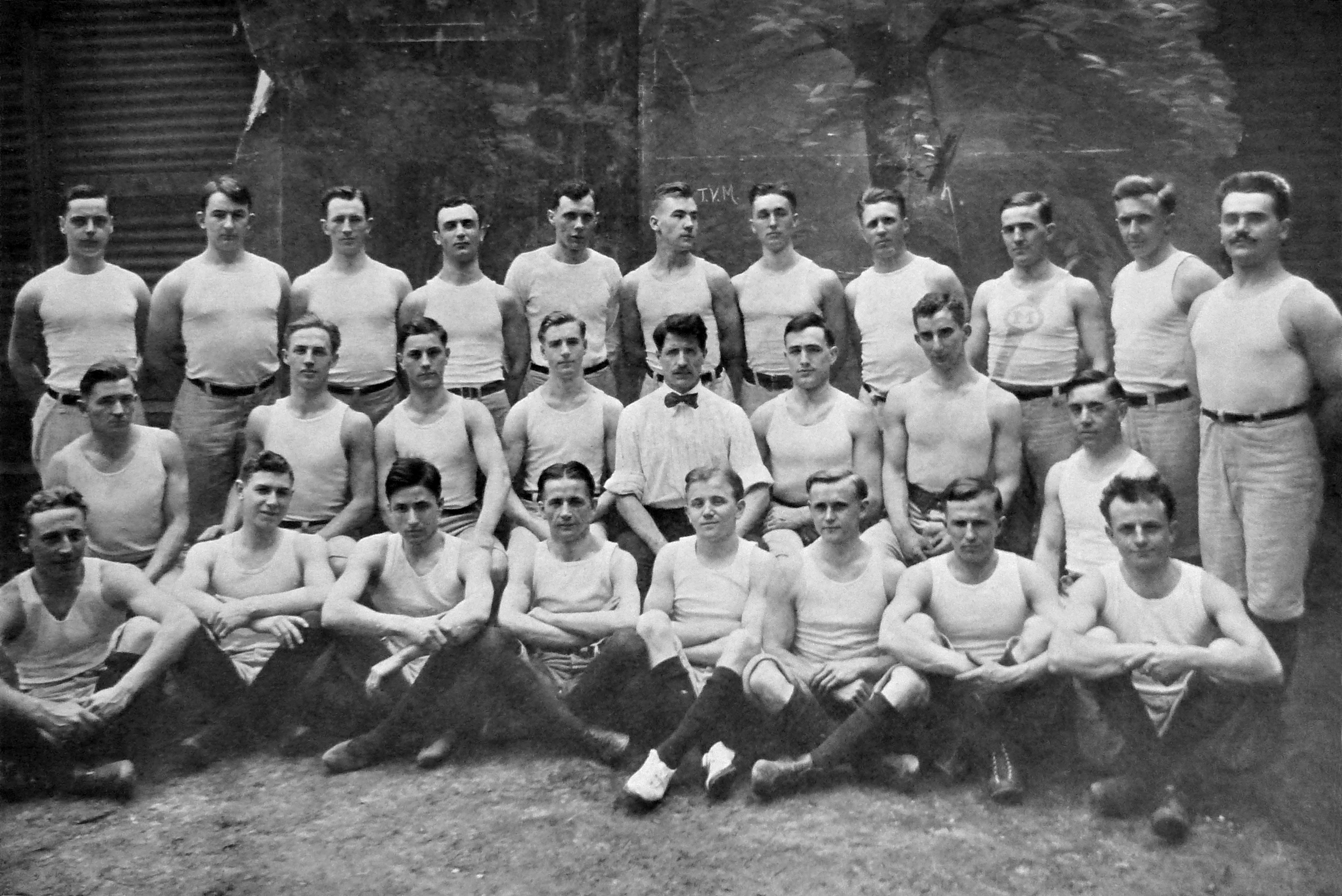
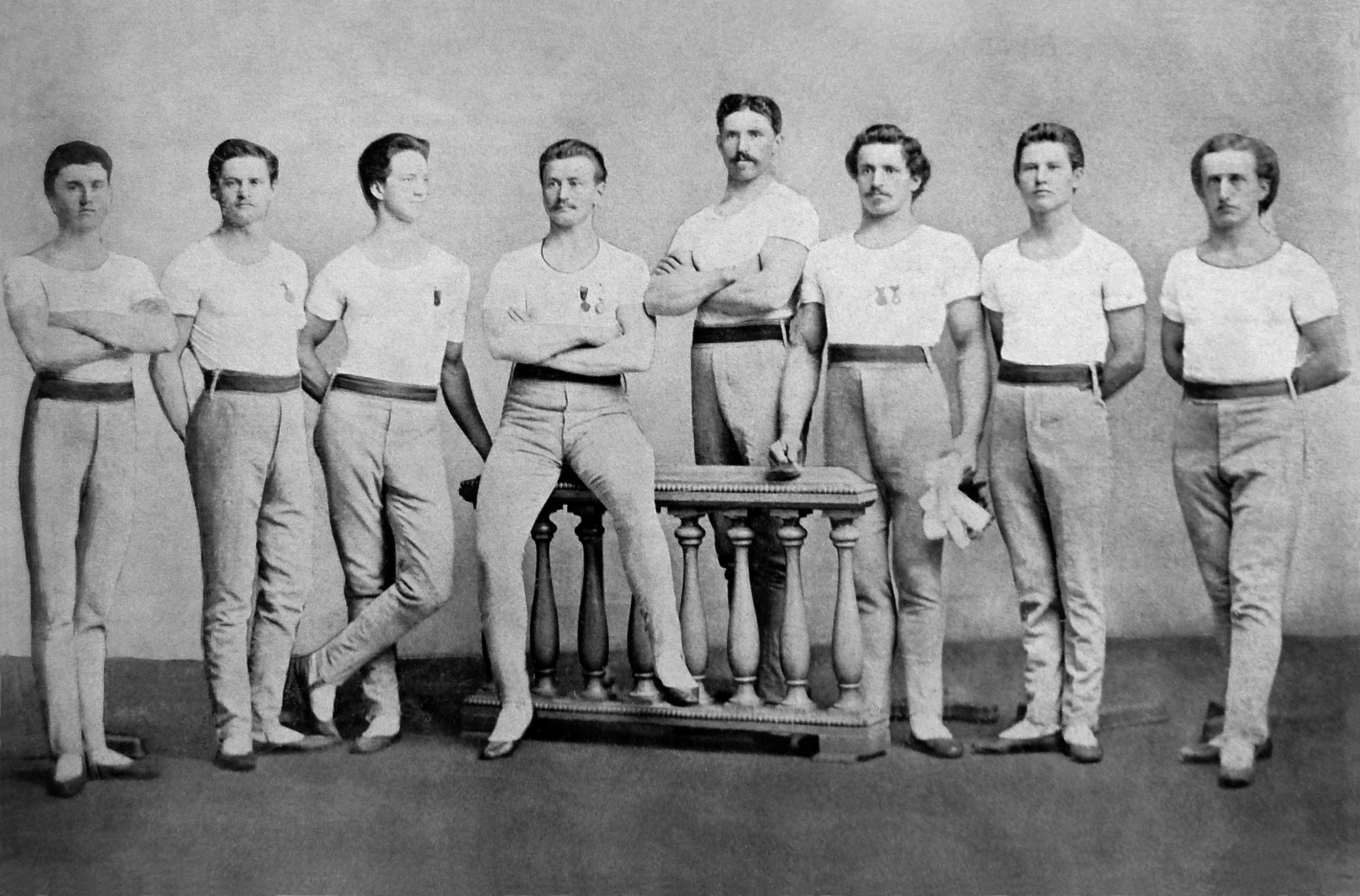
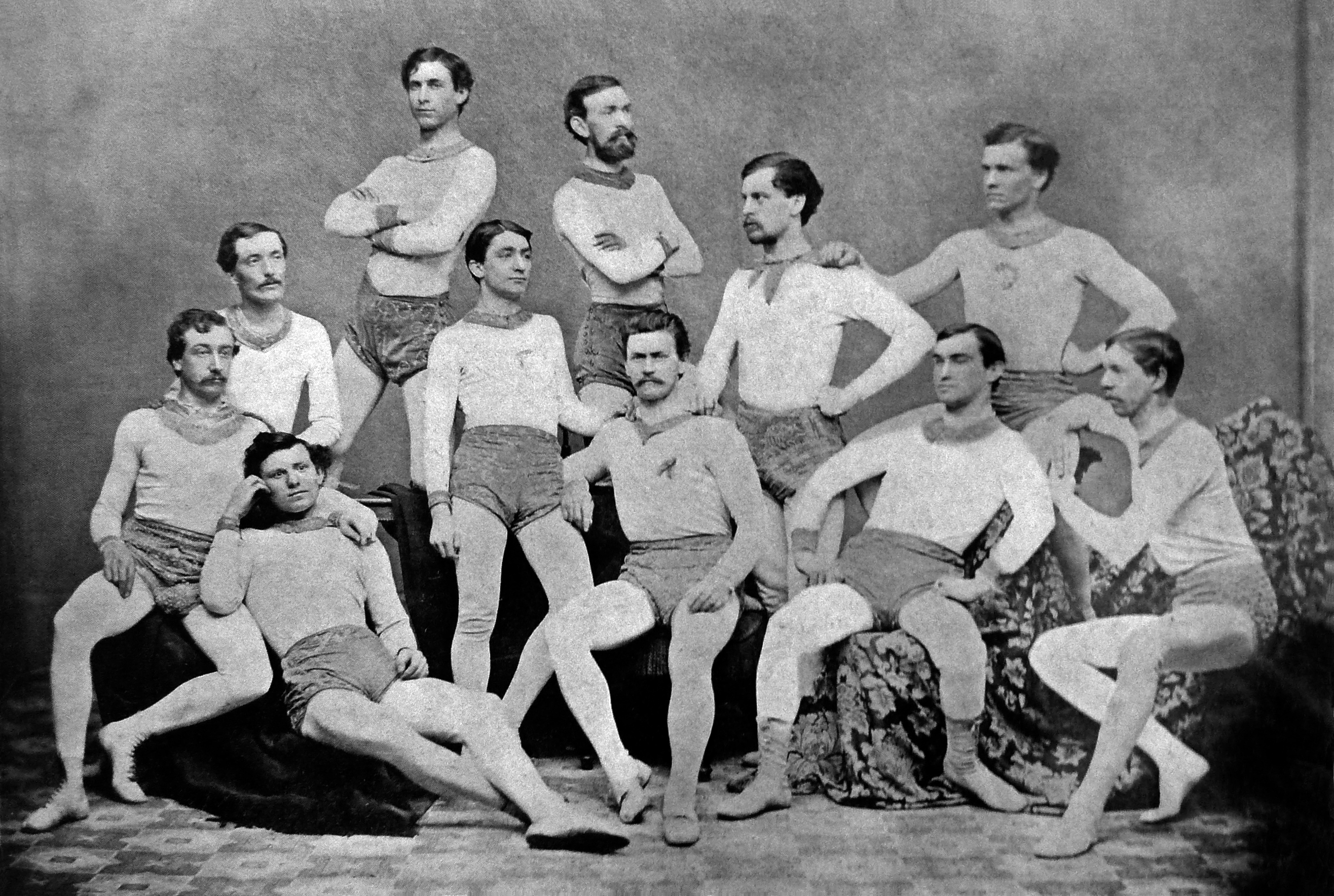
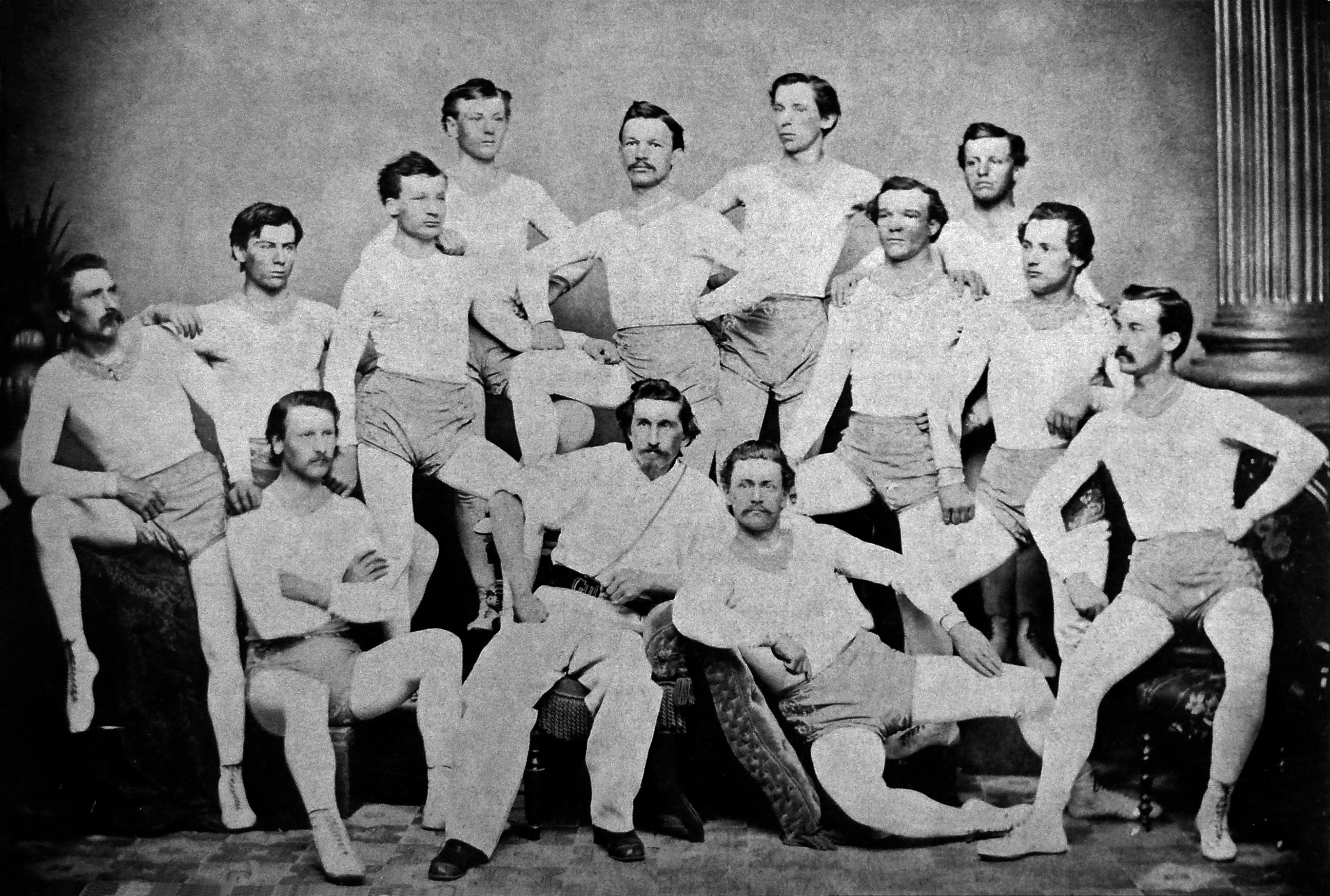